# Hylesinus
Hylesinus är ett släkte av skalbaggar som beskrevs av Fabricius 1801. Hylesinus ingår i familjen vivlar.

## Dottertaxa tillHylesinus, i alfabetisk ordning[1][2]
- Hylesinus abietinus
- Hylesinus aculeatus
- Hylesinus adspersus
- Hylesinus aeneipennis
- Hylesinus africanus
- Hylesinus alternans
- Hylesinus angustatus
- Hylesinus antipodus
- Hylesinus aspericollis
- Hylesinus ater
- Hylesinus atomarius
- Hylesinus attenuatus
- Hylesinus aubei
- Hylesinus aztecus
- Hylesinus bakeri
- Hylesinus bicolor
- Hylesinus botscharnikovi
- Hylesinus brevicollis
- Hylesinus brevipes
- Hylesinus brevipilosus
- Hylesinus brevis
- Hylesinus brunneus
- Hylesinus californicus
- Hylesinus canaliculatus
- Hylesinus caseariae
- Hylesinus chloropus
- Hylesinus cholodkovskyi
- Hylesinus cingulatus
- Hylesinus coadunatus
- Hylesinus cordipennis
- Hylesinus corticiperda
- Hylesinus costatus
- Hylesinus crassus
- Hylesinus crenatulus
- Hylesinus crenatus (svart askbastborre)
- Hylesinus criddlei
- Hylesinus cristatus
- Hylesinus cunicularius
- Hylesinus curvifer
- Hylesinus debilis
- Hylesinus decumanus
- Hylesinus denticulosus
- Hylesinus despectus
- Hylesinus dolus
- Hylesinus dromiscens
- Hylesinus elatus
- Hylesinus elegans
- Hylesinus elongatus
- Hylesinus eos
- Hylesinus esau
- Hylesinus extractus
- Hylesinus facilis
- Hylesinus fasciatus
- Hylesinus fici
- Hylesinus flavipes
- Hylesinus flavus
- Hylesinus fraxini
- Hylesinus fraxinoides
- Hylesinus furcatus
- Hylesinus fuscus
- Hylesinus gibbus
- Hylesinus globosus
- Hylesinus grandis
- Hylesinus granulifer
- Hylesinus graphus
- Hylesinus guatemalensis
- Hylesinus haemorrhoidalis
- Hylesinus hederae
- Hylesinus henscheli
- Hylesinus hispidus
- Hylesinus horridus
- Hylesinus hystrix
- Hylesinus impar
- Hylesinus imperialis
- Hylesinus indigenus
- Hylesinus insularum
- Hylesinus interstitialis
- Hylesinus irresolutus
- Hylesinus javanus
- Hylesinus kraatzi
- Hylesinus laticollis
- Hylesinus ligniperda
- Hylesinus linearis
- Hylesinus lineatus
- Hylesinus lubarskii
- Hylesinus luridus
- Hylesinus machilus
- Hylesinus maculatus
- Hylesinus maculipennis
- Hylesinus mandshuricus
- Hylesinus marginatus
- Hylesinus melanocephalus
- Hylesinus mexicanus
- Hylesinus micans
- Hylesinus minimus
- Hylesinus minor
- Hylesinus minutus
- Hylesinus nanus
- Hylesinus nebulosus
- Hylesinus niger
- Hylesinus nilgirinus
- Hylesinus nobilis
- Hylesinus obscurus
- Hylesinus oleae
- Hylesinus oleiperda
- Hylesinus opaculus
- Hylesinus opacus
- Hylesinus oregonus
- Hylesinus orni
- Hylesinus pacificus
- Hylesinus palliatus
- Hylesinus papuanus
- Hylesinus paykulli
- Hylesinus paykullii
- Hylesinus pellitus
- Hylesinus perrisi
- Hylesinus persimilis
- Hylesinus pertinax
- Hylesinus philippinensis
- Hylesinus picipennis
- Hylesinus pictus
- Hylesinus pilifer
- Hylesinus pilosus
- Hylesinus pilula
- Hylesinus piniperda
- Hylesinus porcatus
- Hylesinus porculus
- Hylesinus pravdini
- Hylesinus prestae
- Hylesinus pruinosus
- Hylesinus prutenskyi
- Hylesinus pubescens
- Hylesinus pusillus
- Hylesinus putonii
- Hylesinus pygmaeus
- Hylesinus retamae
- Hylesinus reticulatus
- Hylesinus rhododactylus
- Hylesinus robustus
- Hylesinus samoanus
- Hylesinus scaber
- Hylesinus scabricollis
- Hylesinus scabrifrons
- Hylesinus scobipennis
- Hylesinus scolytus
- Hylesinus scutulatus
- Hylesinus sericeus
- Hylesinus serraticornis
- Hylesinus serratus
- Hylesinus shabliovskyi
- Hylesinus similis
- Hylesinus simson
- Hylesinus sordidus
- Hylesinus spartii
- Hylesinus squamulatus
- Hylesinus striatus
- Hylesinus subcostatus
- Hylesinus subopacus
- Hylesinus sulcinodis
- Hylesinus sumatranus
- Hylesinus suturalis
- Hylesinus tarsalis
- Hylesinus tenebrosus
- Hylesinus tenerrimus
- Hylesinus terminatus
- Hylesinus testaceus
- Hylesinus thujae
- Hylesinus toranio (borstig askbastborre)
- Hylesinus trifolii
- Hylesinus tristis
- Hylesinus tupolevi
- Hylesinus uniformis
- Hylesinus wachtli (slät askbastborre)
- Hylesinus wallacei
- Hylesinus varius (fläckig askbastborre)
- Hylesinus vestitus
- Hylesinus vicinus
- Hylesinus villosus
- Hylesinus vittatus
- Hylesinus volvulus

## Bildgalleri

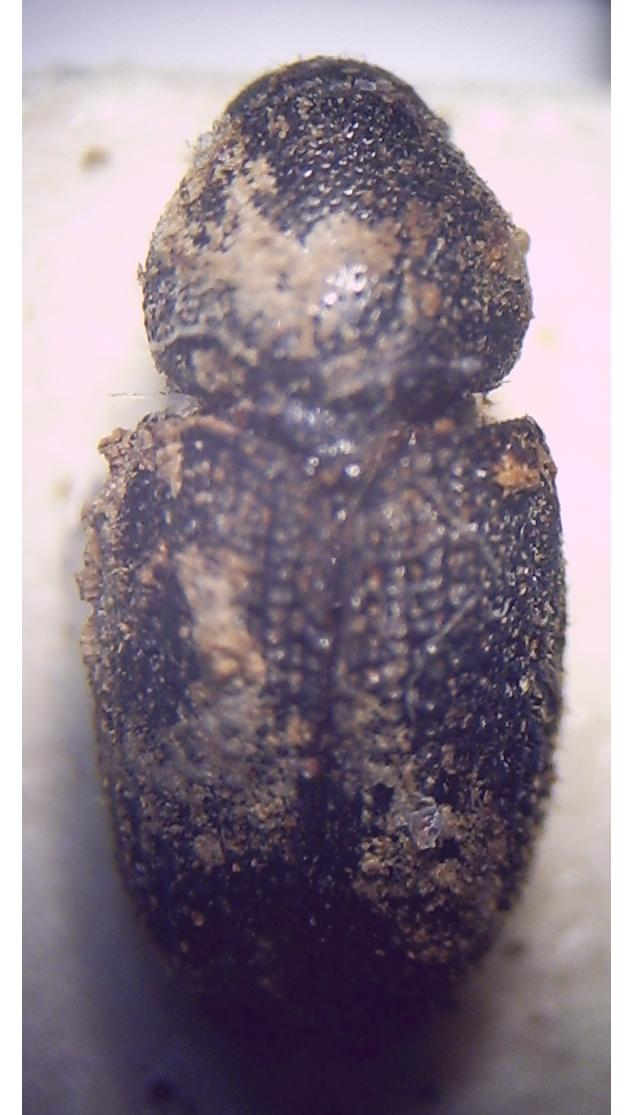
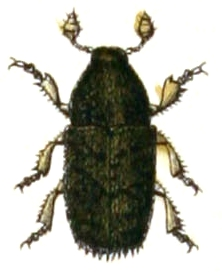